# Galiszte (Macedonia Północna)
Galiszte (mac. Галиште) – wieś w południowej Macedonii Północnej, w gminie Kawadarci. W 2002 roku była wyludniona.

położenie wsi na mapie gminy